# Pachymenes pseudoneotropicus
Pachymenes pseudoneotropicus är en stekelart som beskrevs av Giordani Soika. Pachymenes pseudoneotropicus ingår i släktet Pachymenes och familjen Eumenidae. Inga underarter finns listade i Catalogue of Life.